# Puch-Sem-Campagnolo
Puch-Sem-Campagnolo war ein französisches Radsportteam, das nur 1980 existierte.

## Geschichte
Das Team wurde 1980 unter der Leitung von Jean de Gribaldy gegründet. Neben den zahlreichen Siegen konnte das Team Platz 2 beim Grand Prix Midi Libre, dritte Plätze beim Critérium du Dauphiné, Paris-Roubaix, bei der Escalada a Montjuïc, den 4 Jours de Dunkerque, dem Critérium National de la Route und Platz 5 bei der Tour de France erzielen.  Am Ende der Saison 1980 wurde das Team aufgelöst. De Gribaldy nahm einen Großteil der Fahrer und einen Co-Sponsor zu seinem neuen Team Sem-France Loire-Campagnolo mit.

## Erfolge
1980
- Großer Preis der Dortmunder Union-Brauerei
- zwei Etappen Tour du Vaucluse
- eine Etappe Tour de Suisse
- eine Etappe Tour de Corse
- eine Etappe Circuit Cycliste Sarthe
- eine Etappe Tour Cycliste du Tarn
- eine Etappe Tour de l’Oise
- eine Etappe Critérium National de la Route

## Weitere Platzierungen
| Grand Tour         | 1980 |
| ------------------ | ---- |
| Tour de FranceTour | 5    |

| Monument                 | 1980 |
| ------------------------ | ---- |
| Mailand–Sanremo          | 14   |
| Flandern-Rundfahrt       | 23   |
| Paris–Roubaix            | 3    |
| Lüttich–Bastogne–Lüttich | 20   |

## Bekannte ehemalige Fahrer
- Joaquim Agostinho (1980)
- Dietrich Thurau (1980)
- Henry Rinklin (1980)
- Jostein Wilmann (1980)